# Calanus
Calanus is een geslacht van eenoogkreeftjes uit de familie van de Calanidae.

## Kenmerken
Dit geslacht heeft de omvang van een rijstekorrel. Alle ledematen bevinden zich aan het lange, ovale voorste gedeelte van het lichaam, terwijl het korte, smalle achterlijf geen ledematen bevat. Ze zijn transparant met tal van rode vlekken van een kleurstof, die soms het hele lichaam kleurt. Opvallend zijn de zich aan de voorzijde bevindende antennulae, die iets langer zijn dan het lichaam. De onderzijde van het kopborststuk is verdeeld in een kopstreek en een uit segmenten bestaande borststreek. Daar bevinden zich zes paren borstpoten, waarvan de voorste veranderd zijn in kaakpoten. De overige zijn afgeplat en worden gebruikt voor de voortbeweging.

## Verspreiding en leefgebied
Dit geslacht is algemeen verspreid in de meeste zeeën.

## Soorten
- Calanus aculeatus Brady, 1918
- Calanus affinis Dana, 1849
- Calanus agulhensis De Decker, Kaczmaruk & Marska, 1991
- Calanus amaenus Dana, 1849
- Calanus americanus Herrick, 1887
- Calanus anglicus Lubbock, 1857
- Calanus appressus Dana, 1849
- Calanus arcticus Lubbock, 1854
- Calanus chilensis Brodsky, 1959
- Calanus communis Dana, 1849
- Calanus comptus Dana, 1852
- Calanus dorsalis (Rafinesque, 1817)
- Calanus euxinus Hulsemann, 1991
- Calanus finmarchicus (Gunnerus, 1770)
- Calanus glacialis Jaschnov, 1955
- Calanus helgolandicus (Claus, 1863)
- Calanus hyperboreus Kroyer, 1838
- Calanus jashnovi Hulsemann, 1994
- Calanus longiremis (Claus, 1863)
- Calanus marshallae Frost, 1974
- Calanus nataliensis (Brady, 1914)
- Calanus pacificus Brodsky, 1948
- Calanus penicillatus Lubbock, 1856
- Calanus propinquus Brady, 1883
- Calanus simillimus Giesbrecht, 1902
- Calanus sinicus Brodsky, 1962
- Calanus torticornis (Brady, 1918)